# Kunio Mikuriya

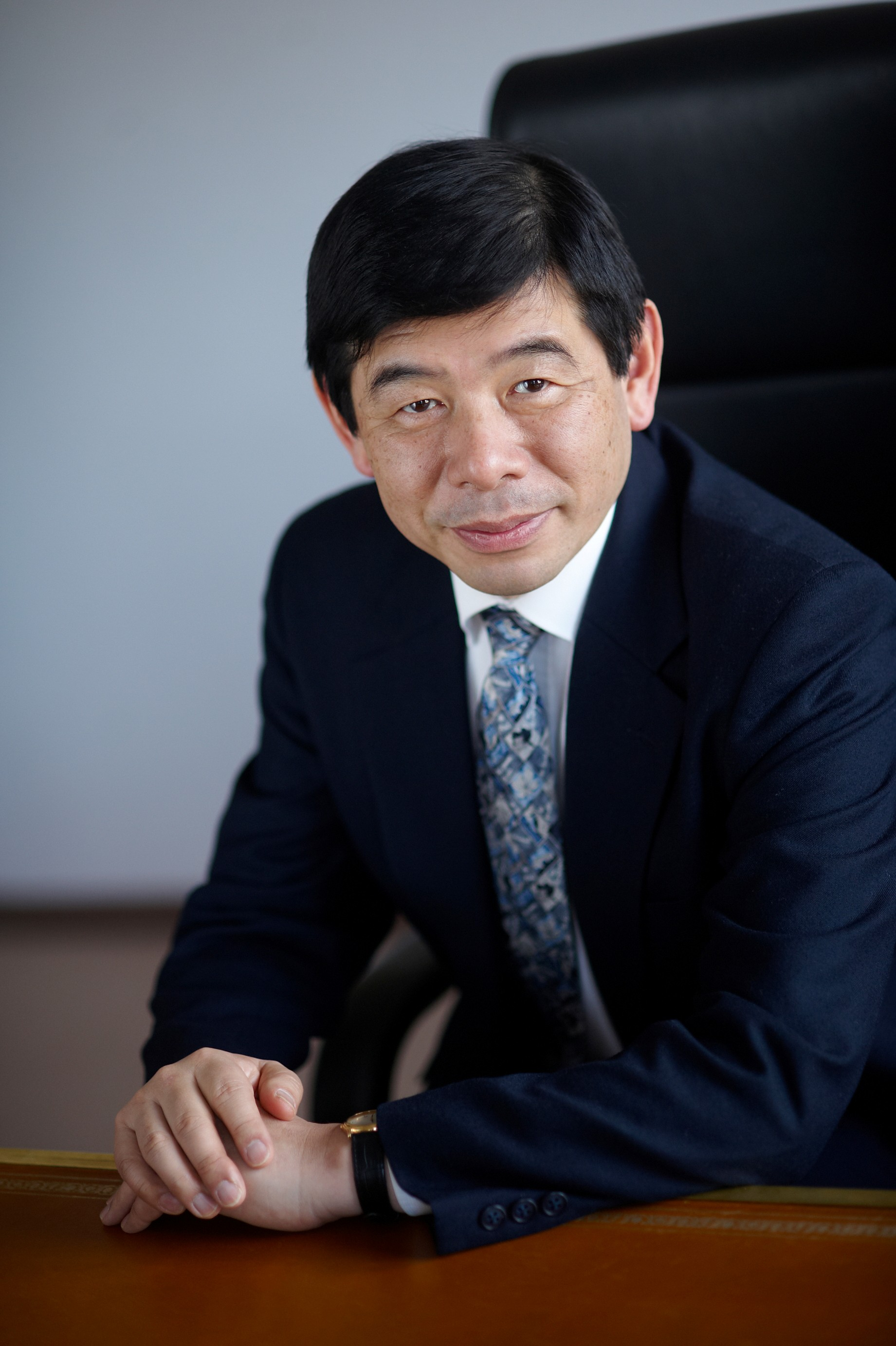
Kunio Mikuriya (2010)

Kunio Mikuriya (Japanisch: 御厨邦雄, Mikuriya Kunio) ist ein japanischer Jurist. Er war von 2009 bis zur Amtsübergabe an Ian Saunders am 1. Januar 2024 Generalsekretär der Weltzollorganisation (WZO).

## Leben
Mikuriya studierte Rechtswissenschaften an der Universität Tokio und erwarb einen Doktortitel im Bereich internationale Beziehungen der Universität Kent.
Zunächst war Mikuriya 25 Jahre im japanischen Finanzministerium tätig, insbesondere befasste er sich mit den Themengebieten Zölle, Handel und Finanzpolitik.

## Tätigkeit in der Weltzollorganisation
Ab 2002 war Mikuriya zunächst stellvertretender Generalsekretär, bevor er am 1. Januar 2009 Generalsekretär wurde. Zuletzt wiedergewählt für eine erneute fünfjährige Amtszeit wurde Mikuriya am 30. Juni 2018. Er hatte dieses Amt bis zur Amtsübergabe an seinen Nachfolger Ian Saunders am 1. Januar 2024 inne.